# Haworthia retusa
Espèce
Haworthia retusa est une espèce de plantes du genre Haworthia et de la famille des Liliaceae, ou des Xanthorrhoeaceae selon la classification phylogénétique.

## Liste des variétés
Selon Catalogue of Life (19 janvier 2017) :
- Haworthia retusa var. quimutica
- Haworthia retusa var. retusa

## Répartition
Haworthia retusa est originaire de la province sud-africaine du Cap-Occidental.